# Rafaéla Spanoudáki-Chatziríga
Rafaéla ou Rafália Spanoudáki-Chatziríga (en grec moderne : Ραφαέλα Σπανουδάκη–Χατζηρήγα, née le 7 juin 1994) est une athlète grecque, spécialiste du sprint.

## Carrière
Son record personnel sur 100 m est de 11 s 27, obtenu le 26 mai 2018 (+1,8 m/s), à Vári en Grèce. Elle remporte la médaille de bronze sur 100 m lors des Jeux européens de 2019 à Minsk. Lors des demi-finales de la même compétition elle remporte de nouveau sa course en 11 s 42.
Elle termine 3e des championnats des Balkans 2019 sur 200 m en 23 s 16, record personnel.